# Yan Brian
Yan Brian, né en 1940, est un acteur français.

## Biographie
Il commence sa carrière en 1967, à la télévision, jouant le rôle de l'abbé Chantegrelet dans le téléfilm La Princesse du rail.
Il a été marié à la chanteuse Martine Clemenceau.
En 2008, il joue dans quelques épisodes de la série Plus belle la vie.

## Filmographie

### Cinéma
- 1969 : Bye bye, Barbara de Michel Deville
- 2011 : Chroniques sexuelles d'une famille d'aujourd'hui de Jean-Marc Barr et Pascal Arnold

### Télévision
- 1968 : Au théâtre ce soir : Je veux voir Mioussov de Valentin Kataïev, mise en scène Jacques Fabbri, réalisation Pierre Sabbagh, Théâtre Marigny
- 1972 : Les Six Hommes en question d'Abder Isker
- 1972 : Le Bunker de Roger Iglésis
- 1986 : Demain l'amour d'Emmanuel Fonlladosa
- 2006 : Jeanne Poisson, marquise de Pompadour de Robin Davis
- 2006 : Sous le soleil : Jacques, père de Juliette
- 2008 : Plus belle la vie : Marcel Guignard
- 2011 : Corps perdus d'Alain Brunard
- 2017 : Groland (émission du 18 mars 2017)

### Doublage
Sauf indication contraire ou complémentaire, les informations mentionnées dans cette section proviennent du générique de fin de l'œuvre audiovisuelle présentée ici.
- 2023 : King's Land : ? (?)
- 2024 : Carry-On : ? (?)

## Théâtre

### Mise en scène
- 1977 : La Culture physique, le Sélénite
- 1973 : Les Fiévreuses, le Sélénite
- 1970 : Je fus cet enfant là, Théâtre des Ambassadeurs (avec Reney Deshauteurs)
- 1974 : La Prostituée divine, le Sélénite

### Acteur
- 1991 : La Société de chasse de Thomas Bernhard, mise en scène Jean-Louis Thamin,   Théâtre de l'Atelier